# Craspedisia cornuta
Craspedisia cornuta är en spindelart som först beskrevs av Eugen von Keyserling 1891.  Craspedisia cornuta ingår i släktet Craspedisia och familjen klotspindlar. Inga underarter finns listade i Catalogue of Life.